# Baseaftalen
Baseaftalen, officielt Aftale om forsvarssamarbejde mellem regeringen i Danmark og regeringen i Amerikas Forenede Stater er en forsvarssamarbejdsaftale mellem USA og Danmark, der giver mulighed for en mere permanent militær amerikansk tilstedeværelse i Danmark på udvalgte militære områder. Aftalen blev indgået mellem den danske og amerikanske regering i december 2023 efter halvandet års forhandlinger. Lovforslaget (L 188, samling 2024-25) der skulle ratificere aftalen, blev endeligt vedtaget af Folketinget den 11. juni 2025.

## Baggrund
Statsminister Mette Frederiksen meddelte på et pressemøde i februar 2022, at regeringen og USA ville indlede forhandlinger om et nyt forsvarssamarbejde, der ville kunne indebære "amerikanske soldater på dansk jord, amerikansk personel i det hele taget, militært materiel og udstyr både i kortere og længere tid". Der var tale om et nybrud i dansk forsvars- og sikkerhedspolitik. Hidtil havde den officielle danske politik været, at der ikke skulle stationeres udenlandske allierede styrker på dansk jord. Beslutningen om at indlede forhandlinger var et resultat af henvendelser fra den amerikanske regering et års tid tidligere og kom på et tidspunkt, hvor der var store spændinger mellem Rusland og Ukraine, men inden Rusland invaderede Ukraine senere samme måned. Motivet fra den danske regerings side til at sige ja til forhandlinger om amerikansk udstationering i Danmark var blandt andet et motiv om at sikre det amerikanske engagement i Europa.
Lignende aftaler var forinden blevet indgået mellem USA og de norske, svenske og finske regeringer. Ved aftalens indgåelse sagde den danske regering, at de amerikanske styrker ikke ville medbringe atomvåben, når de rykkede ind på de danske flyvestationer Karup, Skrydstrup og Aalborg. Danmark fik dog ikke mulighed for at kontrollere dette.

## Ratificering og offentlig debat
Aftalen, der var tiårig og uopsigelig i perioden, skulle stadfæstes (ratificeres) af Folketinget før den trådte i kraft. Lovforslaget (L 188, samling 2024-25) blev førstebehandlet i Folketinget i april 2025. Inden da var Donald Trump tiltrådt som præsident i USA og havde skabt en diplomatisk krise med Danmark som følge af sine udtalelser om at ville erhverve Grønland, evt. ved brug af økonomisk eller militær tvang. Samtidig luftede nogle af personerne tæt på Trump overvejelser om at forlade NATO. Det førte til, at flere af partierne bag forsvarsforliget foreslog mere eller mindre åbent, at ratificeringen af aftalen burde udskydes. I befolkningen var der også skepsis overfor aftalen. En meningsmåling foretaget af Verian viste således, at 42 % af befolkningen var imod aftalen overfor 30 %, der var for. Seniorforsker Mikkel Runge Olesen fra Dansk Institut for Internationale Studier sagde, at regeringen stod i en kattepine med aftalen: Hvis den fortsatte ratificeringen, ville danskerne være utilfredse, og hvis den udskød processen, ville det støde amerikanerne.
Den offentlige høring om lovforslaget fik usædvanlig mange høringssvar, i alt 77, hvoraf 41 blev indsendt "på egen foranledning", dvs. fra enkeltpersoner o.l. Lovforslaget blev bl.a. kritiseret af Institut for Menneskerettigheder for, at det var uklart, hvilke magtbeføjelser de amerikanske styrker fik overfor danske borgere i Danmark, f.eks. i forbindelse med en eventuel demonstration ved en base med amerikanske soldater. Instiuttet mente, at amerikanerne med aftalen fik videre beføjelser overfor civilbefolkningen end de tilsvarende aftaler med Norge og Sverige.
Samtidig var en sætning om atomvåben på dansk jord blevet ændret i lovforslaget siden det oprindelige udkast til loven var blevet offentliggjort i december 2024. I udkastet stod, at "Danmarks indgåelse af forsvarssamarbejdsaftalen vil desuden ikke ændre dansk atomvåbenpolitik, som indebærer, at der ikke må stationeres atomvåben i Danmark under de nuværende omstændigheder, dvs. i fredstid". I det endelige lovforslag var ordlyden ændret til "Danmarks indgåelse af forsvarssamarbejdsaftalen vil desuden ikke ændre dansk atomvåbenpolitik". Lektor ved Forsvarsakademiet Peter Viggo Jakobsen vurderede, at ændringen var udtryk for, at man indenfor de næste 10 år godt kunne forestille sig en ændring af den danske atomvåbenpolitik, fordi sikkerhedsmiljøet havde ændret sig så markant.
Lovforslaget (L 188, samling 2024-25) der skal ratificere aftalen blev 1. behandlet d. 11. april 2025, 2. behandlet d. 3. juni 2025 og endeligt vedtaget ved 3.-behandlingen den 11. juni 2025. Et bredt folketingsflertal stemte for aftalen. Kun Enhedslisten, Alternativet og løsgængeren Theresa Scavenius stemte imod.